# Linagliptin
Linagliptin, venduto tra gli altri con il marchio Trajenta, è un farmaco antidiabetico orale utilizzato per il trattamento del diabete mellito di tipo 2, appartenente alla categoria degli inibitori della DPP-4. Può essere utilizzato in monoterapia oppure in associazione con altri antidiabetici orali o con insulina, in aggiunta alla dieta e all’esercizio fisico.
È disponibile in compresse da 5 mg e può essere acquistato solo su prescrizione medica. 
Il 24 agosto 2011 la Commissione europea ha rilasciato un'autorizzazione all'immissione in commercio del farmaco, valida in tutta l'Unione Europea.

## Meccanismo d'azione
Attraverso l'inibizione della DPP-4, aumenta i livelli circolanti delle incretine GLP-1 e GIP che a loro volta inibiscono la secrezione del glucagone, con conseguente abbassamento della glicemia, incremento della secrezione di insulina e diminuzione dello svuotamento gastrico. 
Linagliptin si lega selettivamente al DPP-4 e manifesta in vitro una selettività > 10.000 volte rispetto a quella per DPP-8 o DPP-9.

## Effetti collaterali
Gli effetti collaterali comuni includono infiammazione del naso e della gola. Effetti indesiderati gravi possono includere angioedema e pancreatite acuta. Sono stati inoltre segnalati dolori articolari. L'uso in gravidanza e allattamento non è raccomandato.
Il farmaco è controindicato anche per le persone con iperreattività bronchiale, come gli asmatici. 
Nei pazienti che assumono il farmaco in associazione con sulfoniluree, vi è un aumentato rischio di ipoglicemia.

## Controindicazioni
La principale controindicazione al trattamento con linagliptin è rappresentata dall'ipersensibilità nota al principio attivo oppure ad uno qualsiasi degli eccipienti presenti nella formulazione.